# Helen Angwin
Helen Angwin, avstralska tenisačica, * ok. 1931, Južna Avstralija, Avstralija.
V posamični konkurenci je največji uspeh dosegla leta 1952, ko se je uvrstila v finale turnirja za Prvenstvo Avstralije, kjer jo je v dveh nizih premagala Thelma Coyne Long. V konkurenci ženskih dvojic se je najdlje uvrstila v polfinale leta 1953, v konkurenci mešanih dvojic pa v drugi krog leta 1954.

## Finali Grand Slamov

### Posamično (1)

#### Porazi (1)
| Leto | Turnir               | Nasprotnica v finalu | Rezultat finala |
| 1952 | Prvenstvo Avstralije | Thelma Coyne Long    | 2–6, 3–6        |